# Algimantas Butnorius
Algimantas Ionovič Butnorius (Kaunas, 20 novembre 1946 – 30 ottobre 2017) è stato uno scacchista lituano, Grande maestro.
Ha partecipato a 32 Campionati lituani, vincendone dieci (1967, 1968, 1970, 1973, 1975, 1976, 1980, 1982 e 1993).
Nel 2007 vinse a Gmunden il Campionato del mondo seniores, ottenendo di conseguenza il titolo di Grande Maestro.
Nel 2014 ha cambiato Federazione, passando da quella lituana a quella del Principato di Monaco.